# Boulevard de la Sauvenière
Pour les articles homonymes, voir Sauvenière (homonymie).
Le boulevard de la Sauvenière est une importante artère de la ville de Liège en Belgique.

## Situation et accès
Il relie la place de la République française, la place de l'Opéra et la rue Joffre au boulevard d'Avroy.
La boucle que forme le boulevard circonscrit le quartier du Carré à l'ouest, au nord et à l'est.

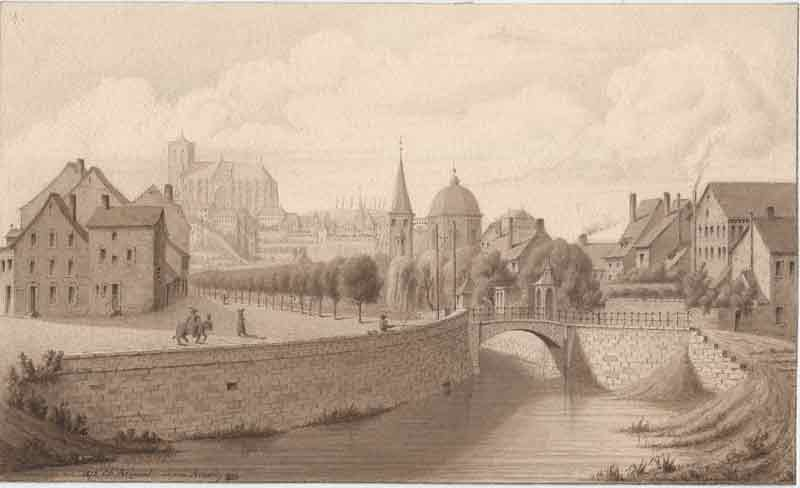
Perspective vers la Sauvenière vue du pont d'Avroy en 1826. À l'arrière plan, la collégiale Saint-Jean et la Basilique Saint-Martin.

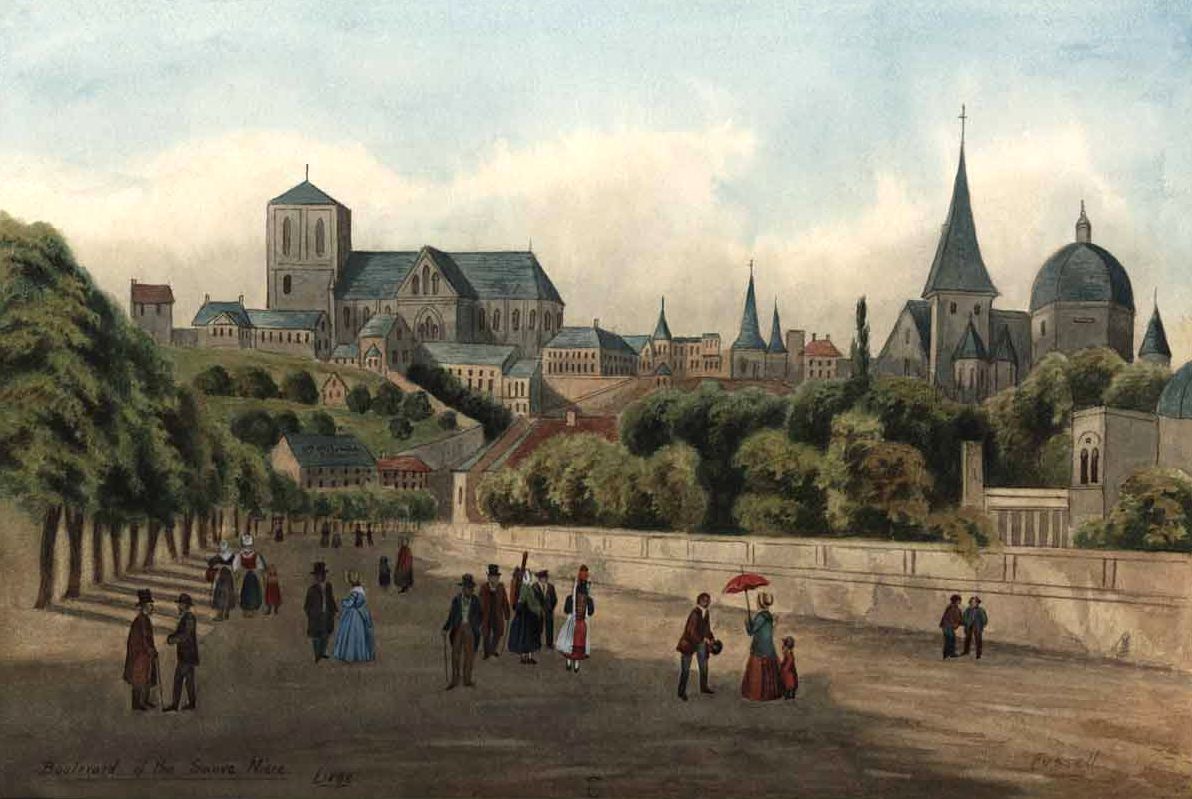
Le boulevard de la Sauvenière (Milieu du XIXe s.)
Aquarelle de Joseph Fussell

Voies adjacentes
- Boulevard d'Avroy
- Rue de la Casquette
- Passage Charles Bury
- Rue Hamal
- Rue Joffre
- Rue Lonhienne
- Rue de la Pompe
- Rue Pont d'Avroy
- Rue du Pot d'Or
- Place de la République française
- Rue Saint-Gilles
- Rue des Urbanistes
- Place Verte
- Place Xavier Neujean

## Origine du nom
Sauvenière viendrait du latin Sabulonaria qui signifie sablière, gisement de sable qui était jadis exploité dans ce quartier.

## Historique
Jusqu'au début du XIXe siècle, un bras secondaire appelé la Sauvenière se détachait du cours principal de la Meuse et coulait à la place du boulevard actuel. 
Il a été définitivement comblé en 1844.

## Bâtiments remarquables et lieux de mémoire
- Académie royale liégeoise de billard : no 25 (classés au Patrimoine culturel immobilier de la Région wallonne).

- architecte Paul Étienne : no 31, Chambre Syndicale de la Construction, vers 1935 (style fonctionnaliste)
- architecte Georges Dedoyard : no 33-35, anciens Bains de la Sauvenière (1938-1942) (classés au Patrimoine culturel immobilier de la Région wallonne).
- hôtel particulier du début du XVIIIe siècle au no 38
- façade arrière de l'ancien hôtel de Lonneux de Huy, 1723 : no 42
- Hôtel de la chaîne Mercure, au no 100.
- architecte C. Toussaint : no 103 (ancien hôtel de Donnéa, 1891).
- architecte E. Demany : no 132 (ancien hôtel Lambotte, 1891).
- ancienne banque Chaudoir : no 142
- architecte Paul Jaspar : no 149 (maison).